# Пліснява

Гниття персика (знімання проводилось 6 діб, через кожні 12 годин)

Плі́снява (плі́сень, цвіль, цвіле́ві гриби́) — різноманітні гриби-мікроміцети.

## Родини та види пліснявих грибів
- Penicillium
- Aspergillum
- Moniliaceae
- Dematiaceae
- Fusarium
- Acremonium
- Scytalidium dimidiatum (Nattrassia magniferae)
- Onychocola canadensis

## Застосування

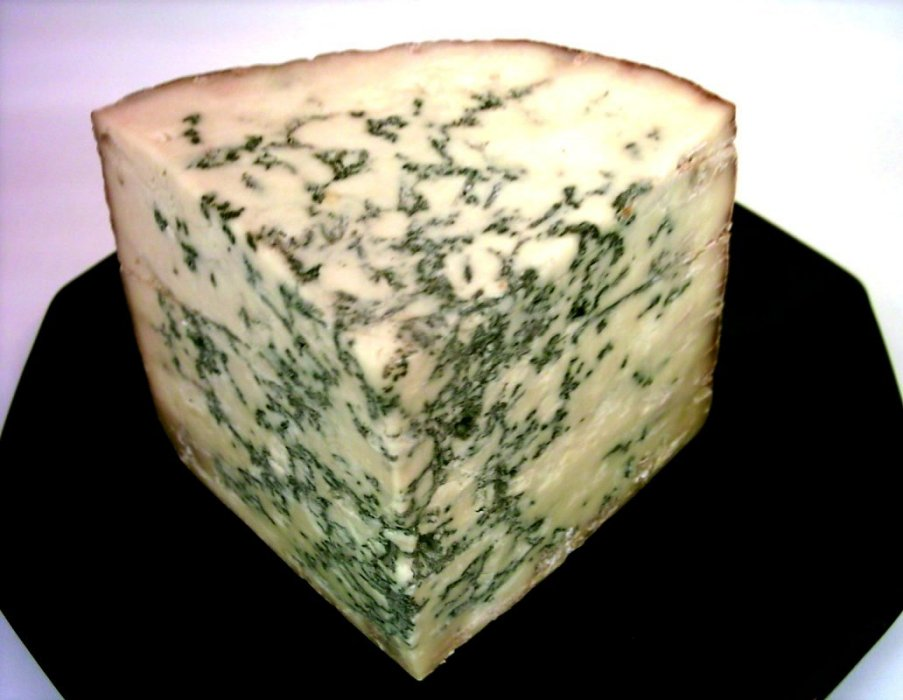
Сир Стілтон з їстівною пліснявою

Цвілеві гриби широко використовуються людиною.
- Штами гриба Aspergillus niger застосовуються для виробництва лимонної кислоти із цукристих речовин.
- «Шляхетна пліснява» бере участь у дозріванні деяких вин (херес).
- Інші види плісняви використовуються для вироблення спеціальних видів сиру (рокфор, камамбер)
- Деякі види плісняви використовують для виготовлення ліків.

## Шкода від цвілевих грибів

### Небезпека для людини

#### Мікотоксинийантибіотики
Багато цвілевих грибів виробляють антибіотики (корисні метаболіти, так називають речовини, що знайшли застосування в медицині) і мікотоксини (токсини, не знайшли використання), які пригнітливо або токсично діють на інші живі організми. Найвідоміші такі речовини:
- Мікотоксини:
  - Афлатоксин
  - Т-2
- Антибіотики:
  - Пеніцилін
  - Стрептоміцин й ін.

Багато антибіотиків доводиться використовувати в концентраціях, близьких до токсичних. Так, антибіотики гентаміцин, стрептоміцин, дигідрострептоміцин, канаміцин та інші можуть здійснювати нефро- і ототоксичну дію.

#### Патогени
Деякі цвілеві гриби можуть викликати захворювання тварин і людини — аспергільози, оніхомікози та інші.

### Цвілеві гриби та сільське господарство
Деякі цвілеві гриби істотно знижуючи врожай, можуть справляти несприятливу дію на здоров'я сільськогосподарських тварин.
Гриби вражають запаси зерна, фураж, солому та сіно. Іноді продукти стають непридатними до використання через токсичність метаболітів гриба.
При сильному розвитку цвілевих грибів у соломі можливі саморозігрівання та навіть запалення стогів.

### Шкода від плісняви в будівництві
Розвиток пліснявих грибів на поверхні деревини, інших матеріалів призводить до їхнього фізичного руйнування. Особливо шкідлива пліснява для дерев'яних конструкцій.

## Характеристика
Цвілеві гриби виникли на Землі близько 200 мільйонів років тому.
Цвілеві гриби — це різноманітні види грибів, що формують розгалужені міцелії без великих плодових тіл. Цвіль належить до мікроміцетів (гриби і грибоподібні, що мають мікроскопічні розміри). Цвілеві гриби широко поширені в природі, практично повсюди. Великі колонії ростуть на поживних середовищах при високій температурі і підвищеній вологості, причому зростання цвілі не обмежене за умови наявності їжі. Цвілеві гриби відрізняються невибагливістю до середовища проживання та їжі.

## Будова
У будові цвілевих грибів розрізняють розгалужені гіфи, що утворюють грибницю, або міцелій. Гриби, що належать до цвілевих, надзвичайно різноманітні, але для них усіх характерні типові риси. Міцелій (грибниця) цвілевих грибів є основою їх вегетативного тіла і виглядає як комплекс розгалужених тонких ниток (гіф). Гіфи гриба розташовані на поверхні або всередині субстрату, на якому поселився гриб. У більшості випадків цвілі утворюють грибниці великих розмірів, що займають велику поверхню. Нижчі гриби мають цільну грибницю, що не поділяється на клітини, тоді як у більшості цвілевих грибів грибниця поділена на клітини.

## Розмноження
Розмноження цвілевих грибів відбувається статевим шляхом, може бути безстатевим або вегетативним. Тому розмноження цвілевих грибів здійснюється з величезною швидкістю. При вегетативному розмноженні відбувається відділення від основи міцелію його частин, які здатні самостійно існувати. Аналогічно здійснюється брунькування міцелію або окремих клітин у дріжджів. При статевому розмноженні статеві клітини з'єднуються, утворюючи зиготу. При безстатевому розмноженні основну роль відіграють спори. Спори містяться всередині особливих споровмістилищ або на краях спеціальних виростів грибниці — конідієносця. Безстатеве розмноження — головний спосіб розмноження цвілевих грибів.
Клітини цвілевих грибів не мають хлорофілу, у зв'язку з чим, цим грибам потрібні для живлення готові органічні речовини. Цвілеві гриби харчуються шляхом всмоктування органічних речовин. Причому спочатку цвіль виділяє травні ферменти для перетравлення їжі, а потім поглинає розщеплені до простіших органічні речовини. Позаяк у цвілевих грибів немає можливості пересуватися для пошуків їжі, то вони «мешкають» у самій їжі. Цвілеві гриби відносять до простих грибкових паразитичних рослин.

## Види плісняви

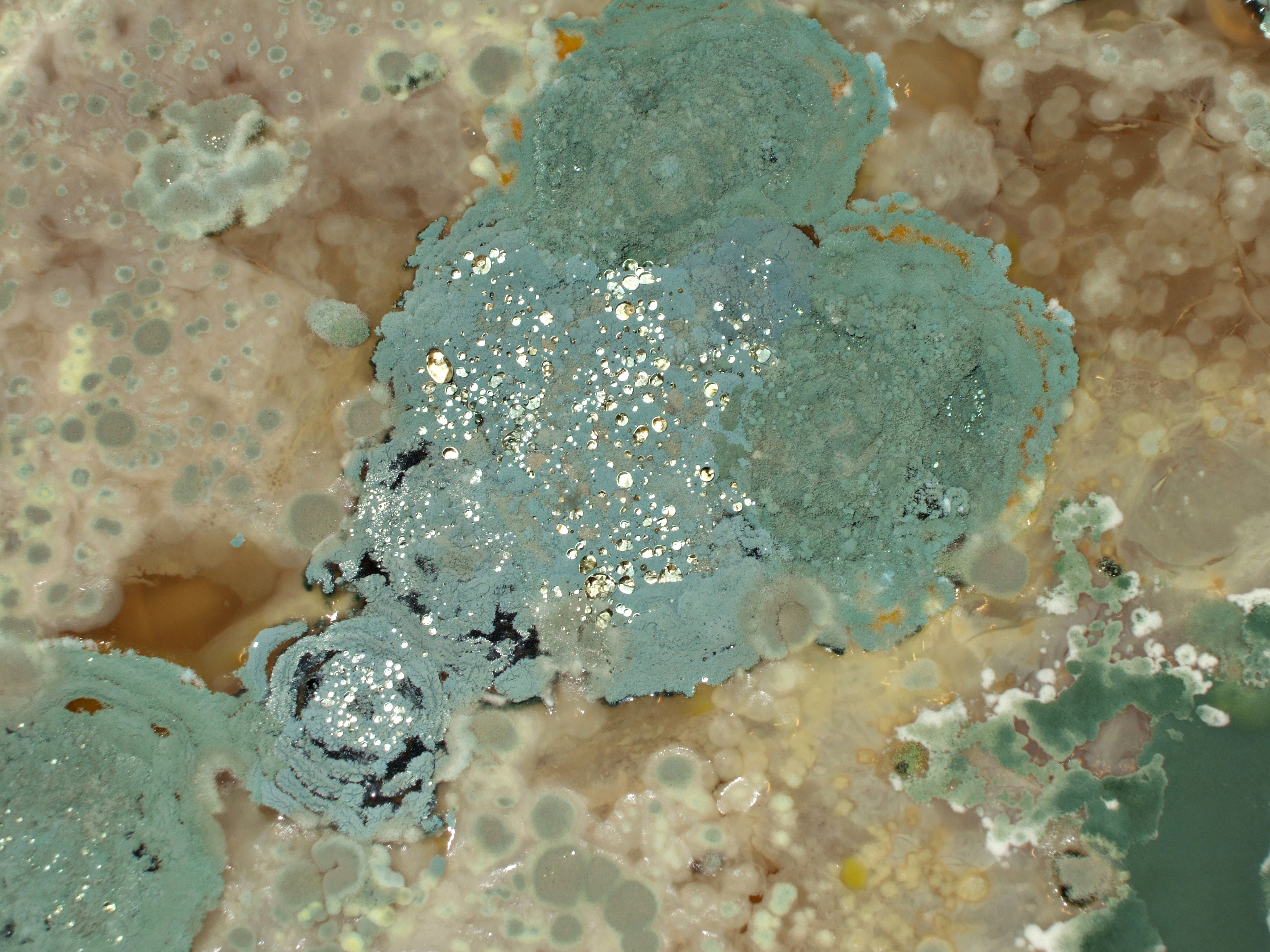
Пліснява на поверхні рідини

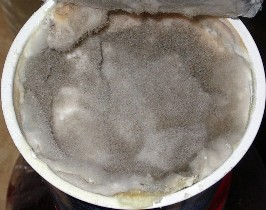
Пліснява на сирі

У природі зустрічаються багато видів цвілі, наприклад, Penicillium spp, Mycorales, Aspergillus, Fusarium, Dematiaceae, Saccharomycetaceae, тощо. Велике значення для людини мають гриби роду пеніціллум. Пеніцил є цвілью зеленого кольору, що розвивається на рослинних субстратах, у тому числі харчових продуктах. Пеніцил продукує антибіотик пеніцилін — перший відкритий в світі антибактеріальний препарат. Також важливо використання людиною дріжджів, що належать до сахароміцетових грибів. Дріжджі — це гриби, які не формують класичного міцелію, а їх вегетативні клітини розмножуються брунькуванням або поділом. Дріжджові гриби можуть жити як окремі поодинокі клітини протягом усього життєвого циклу. Зі стародавніх часів дріжджі широко використовуються людиною, бо ці гриби беруть участь в процесі спиртового бродіння. Ця властивість дріжджів застосовується у виробництві спирту і продуктів, що містять спирт, виноробстві, хлібопеченні, кондитерській справі, продукції кормового білка для харчування худоби.
Багато видів цвілевих грибів мають патогенні властивості, тобто можуть спровокувати захворювання людини, тварин, рослин. Інші види цвілі шкодять господарству людини, тому що псують харчові продукти, у тому числі овочі та фрукти, при тривалому зберіганні, викликають пошкодження лісоматеріалів, тканин.